# Marc Catllà i Oliveras
Marc Catllà i Oliveras   (Sant Boi de Lluçanès, 3 de juliol de 1979) és un ex-pilot de trial català. L'any 1997 va guanyar el Campionat d'Europa amb Gas Gas.

## Trajectòria esportiva
De ben jove va començar a destacar en l'esport del biketrial, aconseguint el tercer lloc final al mundial en categoria Benjamin el 1991 i el mateix resultat al Campionat del Món de biketrial de 1992. Més tard va passar a competir en motocicleta com a pilot oficial de Gas Gas i el 1997, amb 18 anys, va proclamar-se campió d'Europa de trial. 
Catllà va desaparèixer de l'escena competitiva tan ràpid com hi havia entrat: El 1998 encara va participar en el Campionat d'Espanya de trial i va guanyar els Tres Dies de Trial de Santigosa, però un any més tard va abandonar la competició.
Marc Catllà va iniciar-se en el món del biketrial gairebé per casualitat. Segons explica en una entrevista «A Sant Boi, el meu poble, sempre feien alguna prova de bicitrial per la Festa Major. Un any, de molt jove, m’hi vaig apuntar amb una bicicleta normal, em va anar bé, i vaig guanyar. A partir d'aquell moment vaig passar a desviure'm per aquell esport».

## Palmarès

### Biketrial
| Any  | Categoria | C. del Món |
| ---- | --------- | ---------- |
| 1991 | Benjamin  | 3r         |
| 1992 | Benjamin  | 3r         |

1. ↑  Fins al 1991 inclòs, el biketrial s'anomenà oficialment trialsín

### Trial
| Any  | Motocicleta | C. del Món | Altres          |
| ---- | ----------- | ---------- | --------------- |
| 1997 | Gas Gas     | 16è        | Campió d'Europa |
| 1998 | Gas Gas     | 17è        |                 |